# Nagarpur
Nagarpur (en bengali : নাগরপুর) est une upazila du Bangladesh dans le district de Tangail. En 2011, on y dénombrait 288 092 habitants.